# Notte delle matite
La notte delle matite ("noche de los lápices" in spagnolo, nota poi popolarmente anche come la notte delle matite spezzate), è il nome in codice di un'operazione di polizia che il 16 settembre del 1976 portò all'arresto a La Plata di sei studenti delle scuole superiori tra i 14 e 17 anni che vennero rapiti uno a uno dagli squadroni della morte del regime golpista, torturati dalla polizia argentina in quanto considerati sovversivi e infine fatti sparire per sempre e considerati da allora desaparecidos. La vicenda è narrata anche nel film La notte delle matite spezzate.
Il fine era di sequestrare, reprimere, torturare e uccidere gli studenti che si fossero resi colpevoli di "attività atee e anti nazionaliste". L'operazione si inseriva in quello che fu definito all'epoca come Processo di riorganizzazione nazionale, nel periodo intercorrente tra il colpo di Stato del 24 marzo 1976 che aveva portato al potere la giunta militare di Videla e il 1983.

## Storia
Nella notte del 16 settembre 1976 vennero sequestrati sei studenti, militanti o simpatizzanti della cosiddetta Unión Estudiantil Secundaria (UES), responsabili secondo le autorità della partecipazione alle manifestazioni dapprima per l'istituzione e successivamente contro l'abolizione del Boleto Escolar Secundario (BES), un tesserino che consentiva agli studenti liceali sconti sul prezzo dei libri di testo ed una riduzione del biglietto per l'utilizzo dell'autobus; altri studenti, tra i quali Pablo Diaz, furono arrestati nei giorni successivi.
Secondo il rapporto redatto dopo la fine della dittatura militare dalla CONADEP (Commissione Nazionale sui Desaparecidos), la polizia di Buenos Aires aveva organizzato un'azione di repressione nei confronti degli studenti che avevano preso parte alla campagna di protesta per il boleto estudiantil, considerata dalle forze armate come "attività sovversiva". Per questo motivo, dopo il loro arresto, "gli adolescenti sequestrati avrebbero dovuto essere eliminati dopo aver fatto loro soffrire pene indicibili in diversi centri di detenzione clandestini, come quelli di Arana, Pozo de Banfield, Pozo de Quilmes, la centrale di polizia della Provincia di Buenos Aires, il 5°, 8° e 9° commissariato di La Plata ed il 3° di Valentín Alsina, Lanús e il Poligono di tiro della sede centrale della provincia di Buenos Aires".
Tutti i sei giovani arrestati nella notte del 16 settembre scomparvero; la testimonianza di uno degli studenti sopravvissuti - Pablo Díaz, al momento dell'arresto appartenente all'organizzazione giovanile rivoluzionaria Gioventù guevarista e che subì, oltre ai maltrattamenti ed alle torture avvenute nei centri di detenzione, una reclusione di quattro anni senza processo - è stata fondamentale ai fini della ricostruzione e della denuncia dei fatti avvenuti.

## Le vittime
- Claudio de Acha (17 anni, scomparso): sequestrato il 16 settembre in casa di Horacio Ungaro.
- Horacio Ungaro (17 anni, scomparso): sequestrato il 16 settembre.
- María Clara Ciocchini (18 anni, scomparsa): sequestrata il 16 settembre insieme a María Claudia Falcone.
- María Claudia Falcone (16 anni, scomparsa): sequestrata il 16 settembre nella casa della nonna paterna.
- Francisco López Muntaner (16 anni, scomparso): sequestrato il 16 settembre.
- Daniel A. Racero (18 anni, scomparso): sequestrato il 16 settembre.
- Patricia Miranda (17 anni, sopravvissuta): sequestrata il 17 settembre.
- Emilce Moler (17 anni, sopravvissuta): sequestrata il 17 settembre.
- Pablo Díaz (18 anni, sopravvissuto): sequestrato il 21 settembre.
- Gustavo Calotti (18 anni, sopravvissuto): nonostante fosse stato sequestrato l'8 settembre, si considera un sopravvissuto, dato che molti dei sequestrati erano suoi ex compagni di liceo e passò insieme a loro molti mesi di prigionia e tortura clandestina.

## Influenza culturale
- I fatti sono stati rappresentati nel film del 1986, diretto dal regista Hector Olivera, La notte delle matite spezzate.
- Il cantautore Rogelio Botanz ha composto una canzone, ispirata dalla testimonianza di Pablo Diaz, intitolata La notte delle matite spezzate (Noche de los lápices).